# Sentai Filmworks
Sentai Filmworks — американская развлекательная компания, расположенная в Хьюстоне. Её специализация — дубляж и дистрибуция японской анимации и азиатского кино. Её подразделением, занимающимся постпродакшном, — Sentai Studios.
Sentai Filmworks образовалась из компании A.D. Vision, которая была основана в 1992 году Джоном Ледфордом и Мэттом Гринфилдом. ADV потерпела крах из-за низких продаж и в конечном итоге ликвидировала свои активы в 2009 году. Ледфорд основал Sentai Filmworks в 2008 году и приобрёл большинство акций ADV. В 2022 году Sentai Filmworks стала дочерней компанией AMC Networks. Офисы компании расположены в Международном районе на юго-западе Хьюстона.

## Зарубежная дистрибуция
Sentai Filmworks напрямую не распространяет свою продукцию за пределами Америки, а предоставляет сублицензии другим компаниям. Например, в 2011 году MVM Entertainment приобрела лицензию на Mahoromatic: Something More Beautiful после того, как Sentai Filmworks перевыпустила сериал, то же самое произошло с Break Blade.
В марте 2018 года стало известно, что Sentai Filmworks владеет правами на распространение фильма No Game No Life: Zero, которые компания передала мексиканскому дистрибьютору Madness Entertainment. 15 марта Sentai Filmworks объявила о приобретении лицензии на Alice or Alice в Испании и Португалии.

## История

### Происхождение
В 1990 году Джон Ледфорд основал компанию по импорту японских видеоигр и приставок. Он познакомился с аниме, когда по совету своего друга посмотрел «Мой сосед Тоторо». Его друг Мэтт Гринфилд руководил местным аниме-клубом под названием Anime NASA. Оба основали A.D. Vision, которая официально открылась 17 августа 1992 года. Ледфорд связался с Toho по поводу приобретения прав на лицензию Devil Hunter Yohko, которая в итоге стала первым аниме, выпущенным компанией ADV.

### Основание
В июне 2006 года японская корпорация Sojitz приобрела 20 % акций ADV Films для того, чтобы приобрести больше фильмов на японском рынке. С этого момента практически все лицензии на произведения приобретал ADV с помощью Sojitz. В следующем году Sojitz объявил, что Japan Content Investments и кинопрокатная компания KlockWorx планировали внести денежные средства в ADV в обмен на долю компании. Ледфорд должен был остаться мажоритарным акционером и генеральным директором. Дочернее подразделение JCI также планировало выделить ADV деньги для приобретения новых лицензий. Инвестиции были направлены на то, чтобы компания ADV Films увеличила темп выпуска новых аниме, который снизился в 2006 году, до прежнего уровня или выше. В свою очередь, ADV планировала помочь Sojitz с приобретением североамериканского и европейского контента для импорта в Японию. По словам ADV, у них также были «большие планы на мангу».

### Дальнейшая работа
В 2014 году Sentai Filmworks открыла собственное подразделение по локализации и звукозаписи Sentai Studios.
В июне 2017 года компания запустила собственный стриминговый сервис HIDIVE.
18 июля 2019 года Sentai Filmworks запустил сбор средств GoFundMe в связи с поджогом студии Kyoto Animation. При целевом взносе в размере 750 000 долларов США сумма превысила отметку в 1 миллион долларов в течение первых 24 часов и достигла 2 370 910 долларов на момент закрытия.
1 августа 2019 года материнская компания Sentai Filmworks, Sentai Holdings, объявила, что фонд Cool Japan инвестировал 30 миллионов долларов в акции компании, заявив, что «независимый статус Sentai Filmworks как лицензиара японского аниме делает его редкостью в Северной Америке». 30 сентября 2020 года фонд Cool Japan выделил дополнительно 3,6 миллиона долларов США, заявив, что Sentai Filmworks добилась лучших финансовых результатов в 2019 году по сравнению с 2018 годом, благодаря планам средне- и долгосрочного роста и стратегическим изменениям после пандемии COVID-19.

### Поглощение
5 января 2022 года AMC Networks объявила, что приобрела Sentai Filmworks, Sentai Holdings, все её активы и дочерние компании, включая Hidive, Anime Network через собственную дочернюю компанию Digital Store. В августе 2021 года, перед продажей, глобальная группа Sony Funimation (совместное предприятие Sony Pictures Entertainment и японской компании Sony Music Entertainment Aniplex) приобрела Crunchyroll у компании AT&T WarnerMedia (позже выделенной AT&T и объединенной с Discovery, Inc., чтобы сформировать Warner Bros. Discovery), и в марте 2022 года Funimation переименовали в Crunchyroll. В конечном итоге это привело к тому, что 31 марта 2022 года несколько аниме были удалены с сайта Crunchyroll.
После того, как в августе 2022 года компания Right Stuf была приобретена Crunchyroll, 7 марта 2023 года Sentai Filmworks объявила, что все будущие домашние релизы от них, а также фильмы Section23, будут распространяться компанией Distribution Solutions (DS), подразделением оптовой компании Alliance Entertainment.
2 марта 2023 года Sentai Filmworks заявила о заключении соглашения о партнёрстве с Mainichi Broadcasting System.

## Примечательные работы
- 2.5 Dimensional Seduction
- After the Rain
- Ahiru no Sora
- Akame ga Kill!
- Another
- Armored Trooper Votoms
- Beyond the Boundary
- Yagate Kimi ni Naru
- Call of the Night
- Carole & Tuesday
- Chivalry of a Failed Knight
- Clannad
- Girls und Panzer
- Golden Time
- Gushing over Magical Girls
- Hidamari Sketch
- Highschool of the Dead
- Higurashi no Naku Koro ni
- Insomniacs After School
- Is It Wrong to Try to Pick Up Girls in a Dungeon?
- Is the Order a Rabbit?
- K-On!
- Kakegurui
- Kubo Won’t Let Me Be Invisible
- Legend of the Galactic Heroes
- Love, Chunibyo & Other Delusions
- Lupin the 3rd (часть 6)
- Made in Abyss
- Medaka Box
- Monster Musume
- Monthly Girls’ Nozaki-kun
- My Youth Romantic Comedy Is Wrong, As I Expected
- Nana
- Non Non Biyori
- Oshi no Ko
- Princess Tutu
- Reincarnated as a Sword
- School-Live!
- Shirobako
- Shokugeki no Soma (1-2 сезоны)
- Spy Classroom
- Teasing Master Takagi-san
- The Dangers in My Heart
- The Eminence in Shadow
- Sakurasou no Pet na Kanojo
- To Love-Ru
- Urusei Yatsura
- Ushio to Tora
- «Адзуманга»
- «Без игры жизни нет»
- «Паразит»
- «Сага о Винланде»
- «Сад изящных слов»
- «Староста-горничная»
- «Страна самоцветов»
- «Эльфийская песнь»
- «Яблочное зёрнышко»